# 西日本シロアリ
株式会社西日本シロアリ（にしにっぽんしろあり）は、鹿児島県鹿児島市新屋敷町に本社を置く害虫駆除業者である。

## 概要
- 1960年、鹿児島市で株式会社西日本白蟻駆除予防工務所として創業し、同年奄美大島の名瀬市（現・奄美市）に支店を置いた。
- 1969年に現社名に変更し、現在までシロアリ、ネズミ、ゴキブリなどの駆除業務を行っている。
- 当初は、普通のCMを流していたが（CMソングも存在した）、2003年ごろから、他社のCM（ソフトバンクモバイル、ファンタ、いいちこ他）や有名ドラマ（太陽にほえろ!、水戸黄門他）、往年のアニメ（キューティーハニー他）、有名歌手（殿さまキングス、少女時代他）などをパロディにしたテレビCMを地元テレビ局で放映している。鹿児島県民は当社のCMの知名度は極めて高く、テレビで当会社のCMを紹介されたのをきっかけに、YouTubeやニコニコ動画などで投稿されており、鹿児島県民だけでなく、全国の動画サイトユーザーが閲覧されている。2013年現在は同社による公式チャンネルが設けられている。
- 当社の男子ソフトボールチームは2007年の全日本男子ソフトボール選手権大会で優勝する[1]などの成績を残した強豪であった。しかし、2008年は主力選手の退部などにより休部している。
- 2015年7月、新社屋ビルが完成、同時にCIを導入し、社章・社名ロゴマークも一新された。
- 2020年4月、沖縄県沖縄市に沖縄支店を開設。

## 所在地
- 本社 - 〒892-0838 鹿児島県鹿児島市新屋敷町3番31号（新屋敷電車通り）
- 大島支店 - 〒894-0068 鹿児島県奄美市名瀬浦上町25番6号
- 沖縄支店 - 〒904-2162 沖縄県沖縄市海邦町3番11号

## 関連会社
- 西日本ホームサービス
- 福永商事